# Bundesstraße 172
Pour les articles homonymes, voir Route 172.
La Bundesstraße 172 est une Bundesstraße du Land de Saxe.

## Géographie
La Bundesstraße 172 part de Pirna, au niveau du Sachsenbrücke, au nœud avec la Bundesstraße 172a et la Staatsstraße 177, où elle est partiellement élargie à quatre voies. Sur deux épingles, la route traverse le terrain jusqu'au district de Sonnenstein et longe le plateau de l'Ebenheit jusqu'à Königstein. Au-dessous de la forteresse de Königstein, la route redescend dans la vallée de l'Elbe. À Bad Schandau existait avec le Carolabrücke depuis 1877 un poste frontalier fixe de l’Elbe. Cependant, le tronçon de route qui continue jusqu'à Schmilka est achevé en 1909. L'augmentation du trafic et l'électrification du chemin de fer de la vallée de l'Elbe rendent nécessaire la construction d'un nouveau pont sur l'Elbe en 1977. Jusqu'au milieu des années 1930, la route se termine à Schmilka. La section le long de l’Elbe de Hřensko à Děčín (aujourd’hui Silnice I/62) n’est achevée qu’en 1936-1939. Jusque-là, le trafic de Pirna à Hermsdorf traversait la Biela et continuait par Rosenthal jusqu'à Děčín.

## Trafic
La B 172 est une artère de circulation majeure qui revêt une grande importance pour le développement du massif gréseux de l'Elbe. Jusqu'en 1990, la liaison est considérée comme une "voie à haute sécurité de circulation". Cela change avec l’augmentation soudaine du trafic au début des années 1990.
Le relief de la section à l'est de Pirna s'avère difficile, d'autant plus que les situations d'urbanisme à l'étroit à Königstein et Bad Schandau laissent peu de place aux mesures d'expansion nécessaires. Les voies de circulation locales ne sont plus en mesure de faire face à l’augmentation du volume du trafic, en particulier le week-end, bien que le trafic international de marchandises ne doit pas passer le passage frontalier de Schmilka. La frontière était fréquentée en 2007 avec une moyenne de  voitures par jour.

## Source
- (de) Cet article est partiellement ou en totalité issu de l’article de Wikipédia en allemand intitulé « Bundesstraße 172 » (voir la liste des auteurs).